# Старе Сьлепце
Старе Сьлепце (пол. Stare Ślepce, нім. Alt Schleps) — село в Польщі, у гміні Славобоже Свідвинського повіту Західнопоморського воєводства.
Населення — 304 особи (2011).
У 1975-1998 роках село належало до Кошалінського воєводства.

## Демографія
Демографічна структура станом на 31 березня 2011 року:
|          | Загалом | Допрацездатний вік | Працездатний вік | Постпрацездатний вік |
| -------- | ------- | ------------------ | ---------------- | -------------------- |
| Чоловіки | 154     | 35                 | 106              | 13                   |
| Жінки    | 150     | 33                 | 90               | 27                   |
| Разом    | 304     | 68                 | 196              | 40                   |